# أولرخ زايدل
أولرخ زايدل (بالألمانية: Ulrich Seidl) (و. 1952 – م) هو مخرج سينمائي، وكاتب سيناريو، ومنتج أفلام، وكاتب، من النمسا، ولد في فيينا.

## التعليم
تعلم في جامعة الموسيقى والفنون التعبيرية في فيينا.

## جوائز
حصل على جوائز منها:
- النيشان الذهبي للخدمات المقدمة لمدينة فيينا ‏.

## وصلات خارجية
- أولريتش سيدل على موقع IMDb (الإنجليزية)
- أولريتش سيدل على موقع مونزينجر (الألمانية)
- أولريتش سيدل على موقع قاعدة بيانات الأفلام العربية
- أولريتش سيدل على موقع ألو سيني (الفرنسية)
- أولريتش سيدل على موقع أول موفي (الإنجليزية)
- أولريتش سيدل على موقع قاعدة بيانات الأفلام السويدية (السويدية)
- أولريتش سيدل على موقع ديسكوغز (الإنجليزية)
- أولريتش سيدل على موقع قاعدة بيانات الفيلم (الإنجليزية)
- أولريتش سيدل على موقع كينوبويسك (الروسية)